# Cantone di Châtellerault-3
Il Cantone di Châtellerault-3 è una divisione amministrativa dell'Arrondissement di Châtellerault.
È stato istituito a seguito della riforma dei cantoni del 2014, che è entrata in vigore con le elezioni dipartimentali del 2015.

## Composizione
Comprende parte della città di Châtellerault e i comuni di:
- Chenevelles
- Coussay-les-Bois
- Leigné-les-Bois
- Lésigny
- Mairé
- Pleumartin
- La Roche-Posay
- Senillé-Saint-Sauveur
- Vicq-sur-Gartempe